# Droužkovice
Droužkovice (německy Trauschkowitz) jsou obec v okrese Chomutov v Ústeckém kraji. Stojí podél potoka Hačka asi 3,5 kilometru jižně od Chomutova v nadmořské výšce 300 metrů. Žije zde 857 obyvatel. V historických pramenech se poprvé objevují v první čtvrtině čtrnáctého století, ale okolní krajina byla osídlena již v pravěku. Většinu historie se obyvatelé živili převážně zemědělstvím, ale v devatenáctém století bylo v okolí otevřeno několik malých hnědouhelných dolů. Ve druhé polovině dvacátého století měla vesnice ustoupit postupující povrchové těžbě uhlí, ale tyto plány byly v roce 1998 definitivně zrušeny.

## Název
Název Droužkovice vznikl ze slovanského mužského osobního jména Drúžek přidáním přípony -ice. Znamená tedy ves lidí Droužkových (Drúžkových), přičemž slovo drúžek bývalo zdrobnělinou slova druh. V historických pramenech se vyskytuje ve tvarech Traušgewitz, Druskewics, Drusscouicz, Druscowicz, Trausskowicz, Drausskowicze, Družkovice nebo Draužkovice.

## Historie
Krajina v okolí Droužkovic je osídlena už od mladší doby kamenné. V osmdesátých letech dvacátého století zde proběhl archeologický výzkum laténského opevněného dvorce o rozloze 1 ha, který odkryl stopy po palisádě, několik obytných staveb, zbytky kovárny a kuchyňské pece. V největší polozemnici byla nalezena plastika psa s beraní hlavou, zlatý prsten a zlomky attických keramických nádob, které dokládají obchodní propojení zdejší krajiny s antickým Středomořím.
Záchranný archeologický výzkum při stavbě rychlostní silnice R7 (od roku 2016 značné jako dálnice D7) zachytil osídlení knovízské kultury, laténské kultury (mimo jiné nález vertikální hrnčířské pece) a ze starší doby římské odkryl zemnici s nálezy kovových a kostěných nástrojů. Další zemnice pochází z doby stěhování národů a raného středověku. V jedenáctém století se v nivě Hačky těžila hlína a na pravém břehu se nacházel hutnický areál s deseti pecemi.

### Do třicetileté války
První písemná zmínka o vesnici pochází z roku 1314, kdy Droužkovice koupil řád německých rytířů a připojil je k chomutovskému panství. Vesnice zde tedy existovala již před tímto datem. Droužkovice zůstaly součástí chomutovského panství i po roce 1410, kdy o něj řád přišel a panství přešlo do správy královské komory. Během patnáctého století se v držení Droužkovic vystřídalo několik zástavních majitelů.

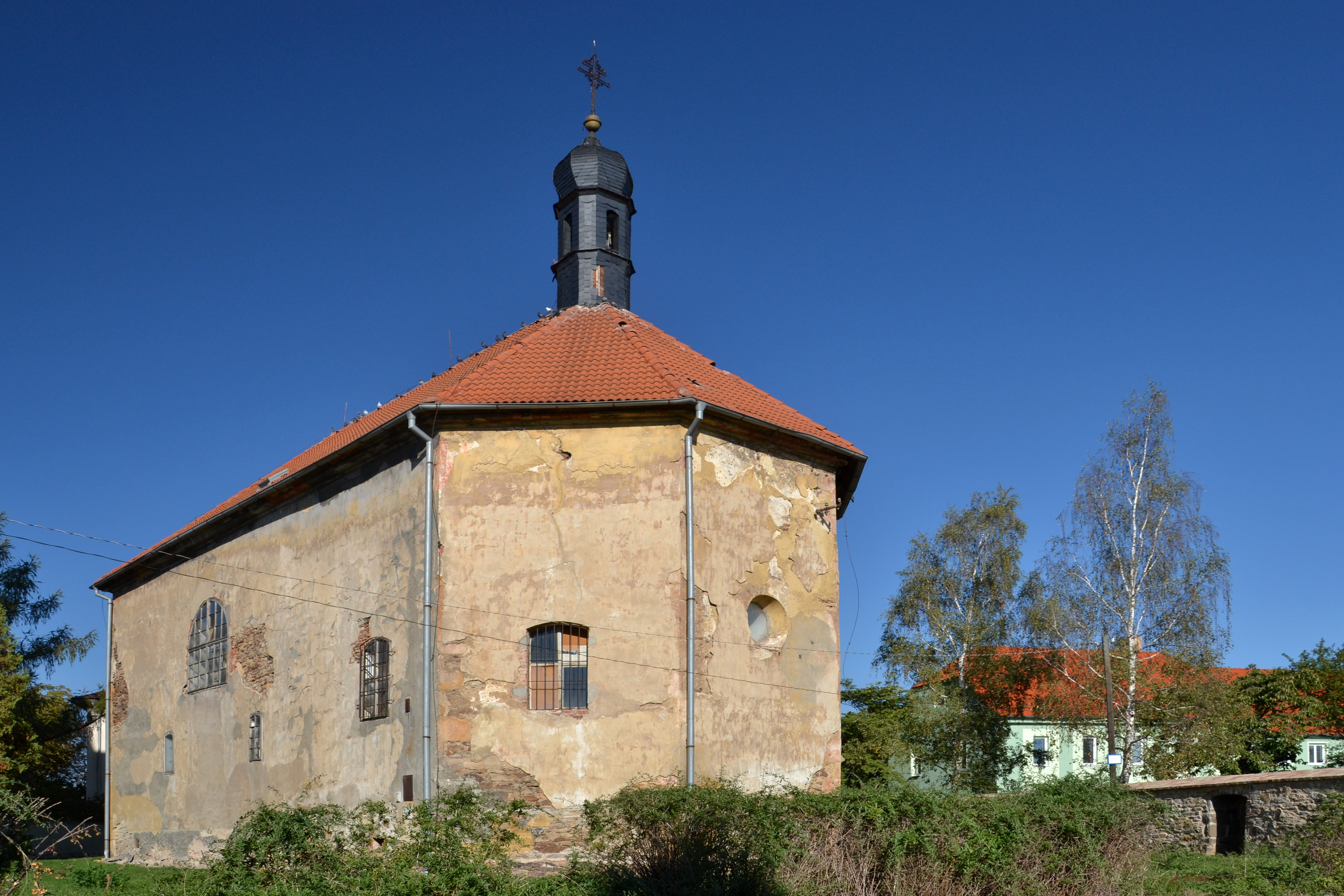
Kostel svatého Mikuláše

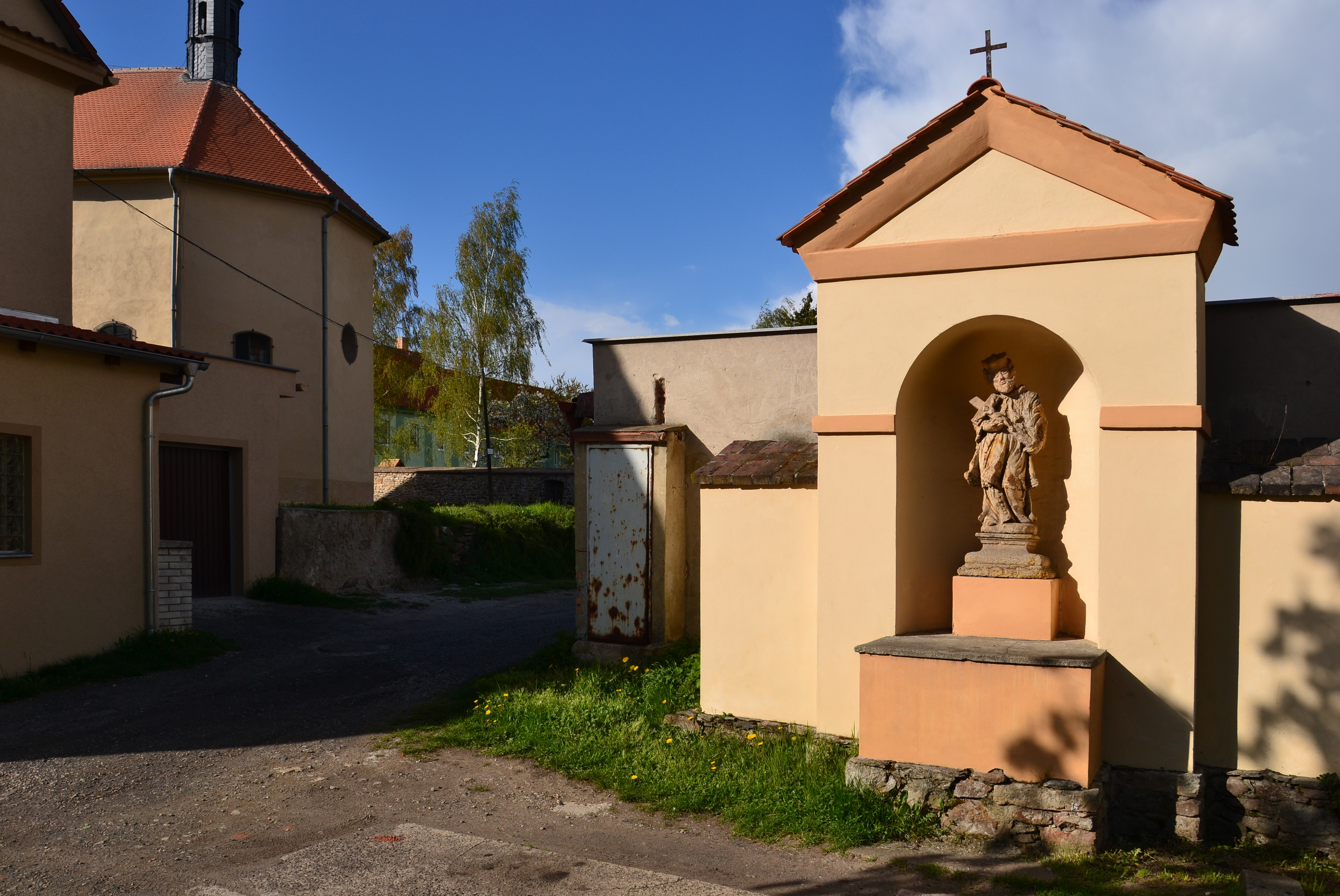
Kaple se sochou svatého Jana Nepomuckého

Posledním ze zástavních majitelů byl Beneš z Veitmile, který roku 1488 vyplatil přetrvávající nároky německých rytířů a sám byl povýšen do stavu svobodných pánů. Jeho syn Jan vesnici prodal Václavovi z Lobkovic, který ji však už roku 1562 předal Ferdinandovi Tyrolskému a ten ji znovu připojil k chomutovskému panství.
Dalším majitelem panství se stal roku 1571 Bohuslav Felix Hasištejnský z Lobkovic. Během jeho vlády přijali Droužkovičtí protestantství augsburského vyznání. V té době směli v Droužkovicích pracovat krejčí a kovář, obec mohla pást dobytek mezi vsí a Březnem a lovit v potoce. Pivo obec kupovala v Chomutově a právo šenkovat měl místní rychtář. Za 2 250 kop míšeňských grošů získali Droužkovičtí od Bohuslava Felixe z Lobkovic svobodné dědické právo a právo se svobodně vystěhovat. Tato práva obci potvrdil císař Maxmilián II. a později také Bohuslav Jáchym z Lobkovic, který Droužkovice zdědil.
Roku 1588 Bohuslav Jáchym vyměnil svůj majetek s Jiřím Popelem z Lobkovic, který jako katolík ihned zahájil rekatolizaci panství. Když Jiří Popel ztratil po veřejné kritice císaře Rudolfa II. veškerý majetek, ocitlo se chomutovské panství i s Droužkovicemi znovu ve správě královské komory. Teprve roku 1605 vesnici koupil Adam Hrzán z Harasova a potvrdil její práva.

### Po třicetileté válce
Třicetiletá válka Droužkovice těžce postihla a podle pozemkové knihy z roku 1651 byla většina usedlostí opuštěna nebo zničena. Berní rula z roku 1654 však zachytila obec v lepším stavu a uvádí sedmnáct sedláků, 36 chalupníků a další tři rodiny závislé na obci. Celkem měli 82 potahů, 80 krav a další hospodářská zvířata. Pěstovali pšenici a žito. Od roku 1672 tu fungoval poplužní dvůr, ve kterém pracovalo 40–50 lidí. Na konci sedmnáctého století se začala zvyšovat robotní povinnost vůči vrchnosti. Tereziánský katastr v Droužkovicích uvádí učitele, kováře, tři nádeníky a dva mlynáře v mlýnech o jednom a dvou kolech. V důsledku válek, které vedla Marie Terezie, se obec zadlužila. Roku 1771 dluh činil 11 615 zlatých. Od roku 1771 vesnici vlastnil rod Rottenhanů, kteří zavedli pěstování brambor, aby předešli opakování hladomoru z let 1770–1772. Požadovali další zvýšení roboty, na což si Droužkovičtí opakovaně neúspěšně stěžovali. Roku 1850 se Droužkovice
staly samostatnou obcí se 495 obyvateli.

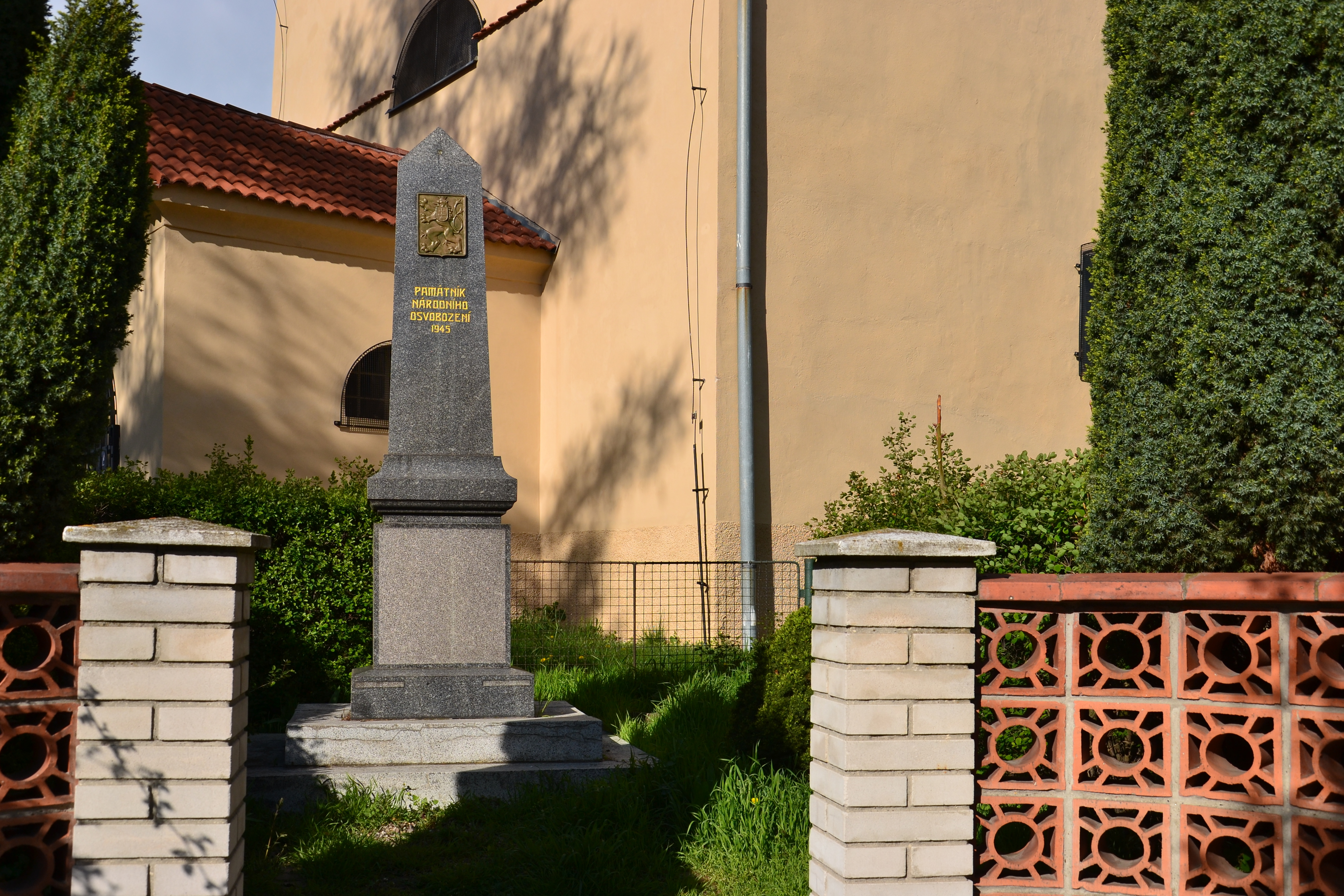
Památník národního osvobození 1945 u kostela

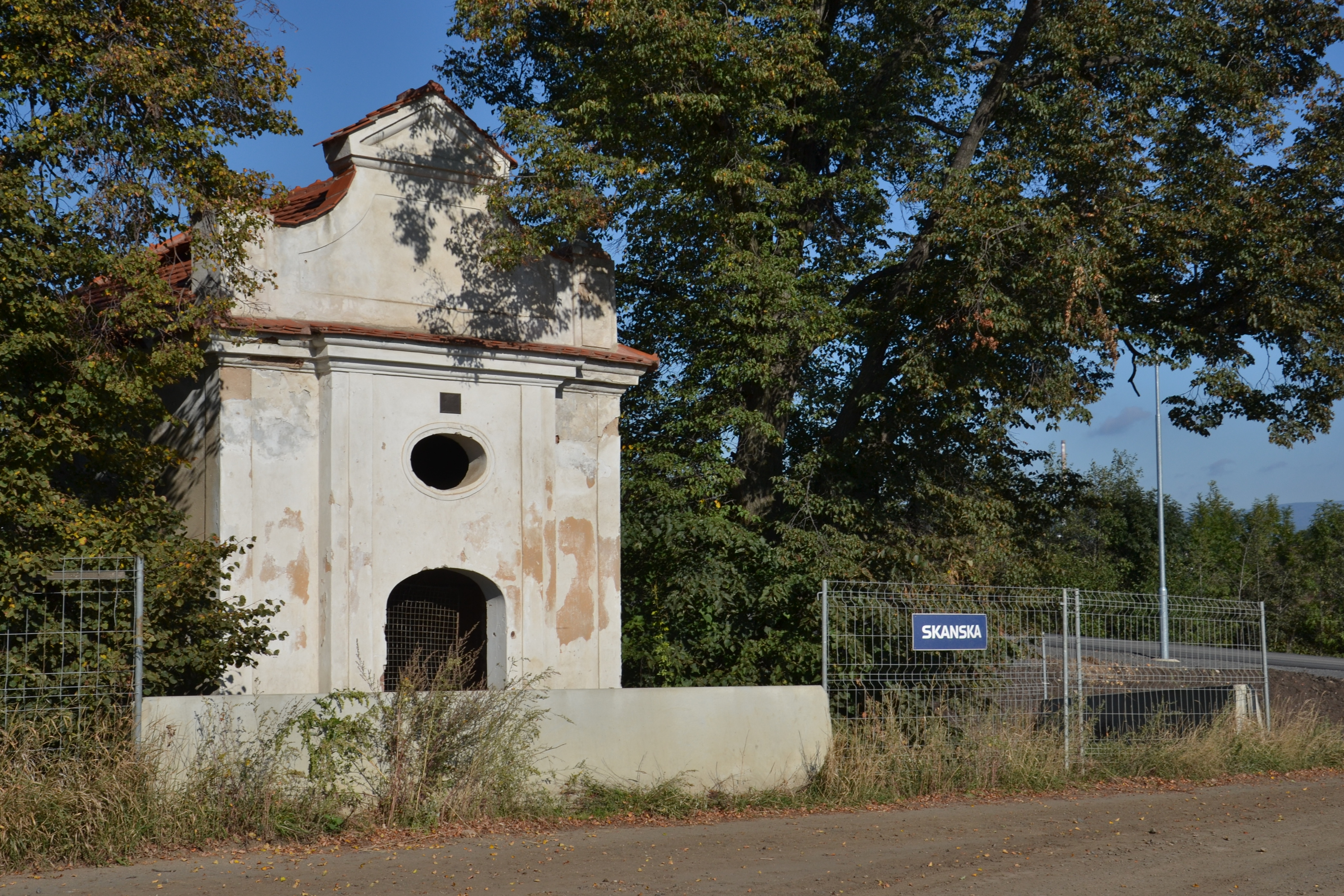
Kaple Panny Marie

Ve třicátých letech devatenáctého století u vesnice vznikla čtveřice hnědouhelných dolů: Antonín, Ignác, Filip a František Josef. V provozu zůstaly po dobu dvaceti až třiceti let. Celková produkce těchto malých dolů se odhaduje (včetně spořického dolu Pomoc boží) maximálně na 80 000 tun uhlí. V roce 1863 nechal jihozápadně od vesnice J. Stoll otevřít a hned ve stejném desetiletí uzavřít důl Barbora. V období 1890–1901 byl obnoven a potom bylo jeho dolové pole připojeno k březenskému dolu Sirius. Nekvalitní uhlí ze dvou slojí obsahovalo až 30 % popela a těžili ho pouze dva až tři horníci. Produkce dolu se odhaduje na 30 000 tun uhlí. Přibližně ve stejné době, kdy byla otevřena Barbora, byl u Droužkovic otevřen ještě důl František. Plánovaná železnice se obci vyhnula. Koncem devatenáctého století zde pracovaly dvě cihelny. V roce 1873 byl založen Spolek dobrovolných hasičů. Původní jednotřídní škola se roku 1881 rozšířila na dvoutřídní. Od roku 1926 měly Droužkovice českou mateřskou školu.
Obě světové války se obce přímo nedotkly. Během druhé světové války v největším statku fungoval zajatecký tábor pro totálně nasazené dělníky a válečné zajatce z Ruska, Francie a Belgie. Po válce ve vesnici vzniklo JZD a později také státní statek zaměřený na chov prasat a drůbeže.
V roce 1987 bylo zbouráno třináct domů na tzv. Rafandě, protože se očekávalo rozšíření současného lomu Nástup až k okraji Droužkovic. Teprve roku 1991, kdy byly stanoveny limity těžby, byla zrušena stavební uzávěra obce. Plány, které předpokládaly demolici Droužkovic a částí Března, Černovic a Spořic, byly definitivně zrušeny až roku 1998.

## Přírodní poměry

### Geologická stavba, reliéf a půdy

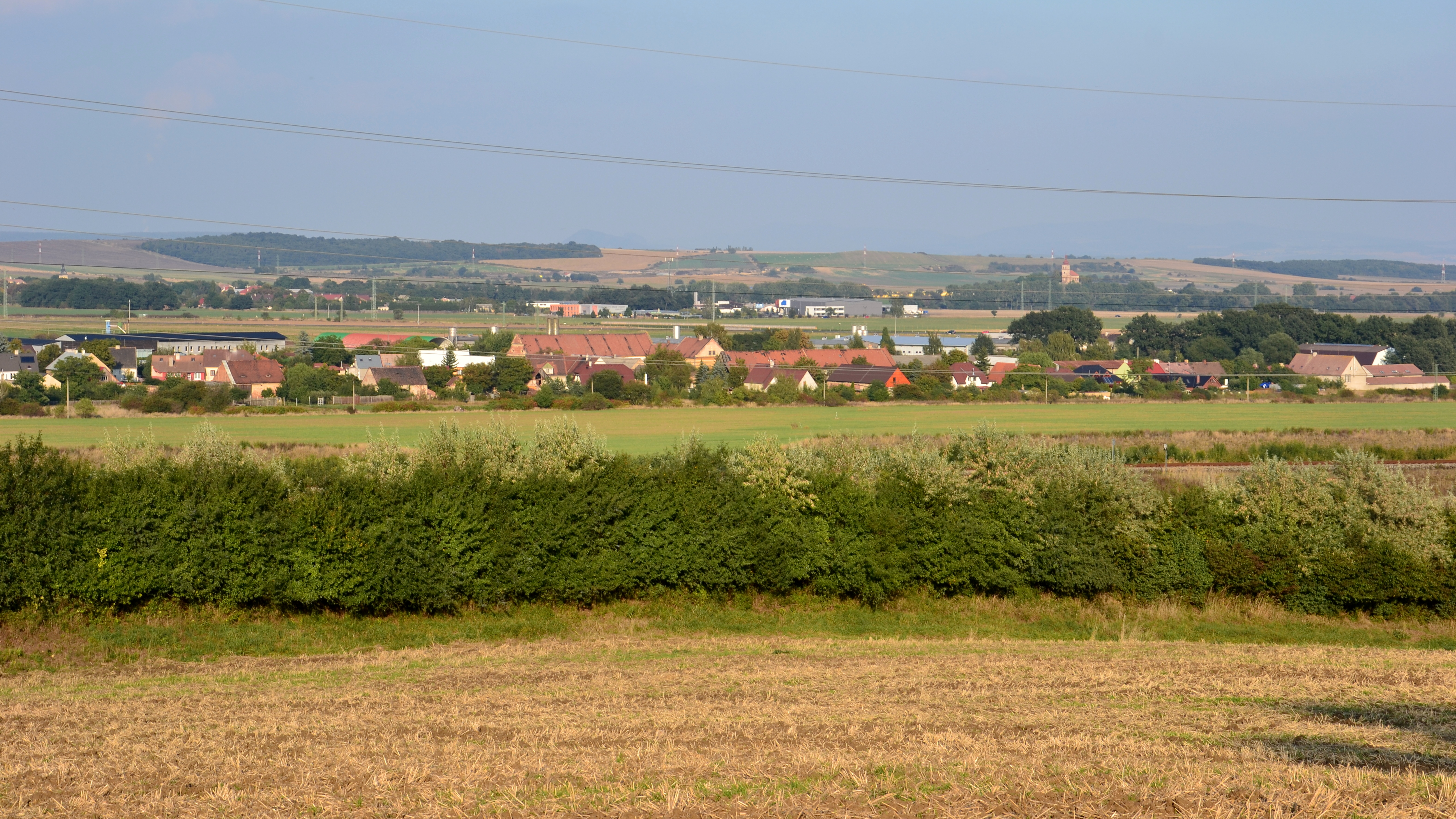
Údlická kotlina s jihovýchodní částí Droužkovic

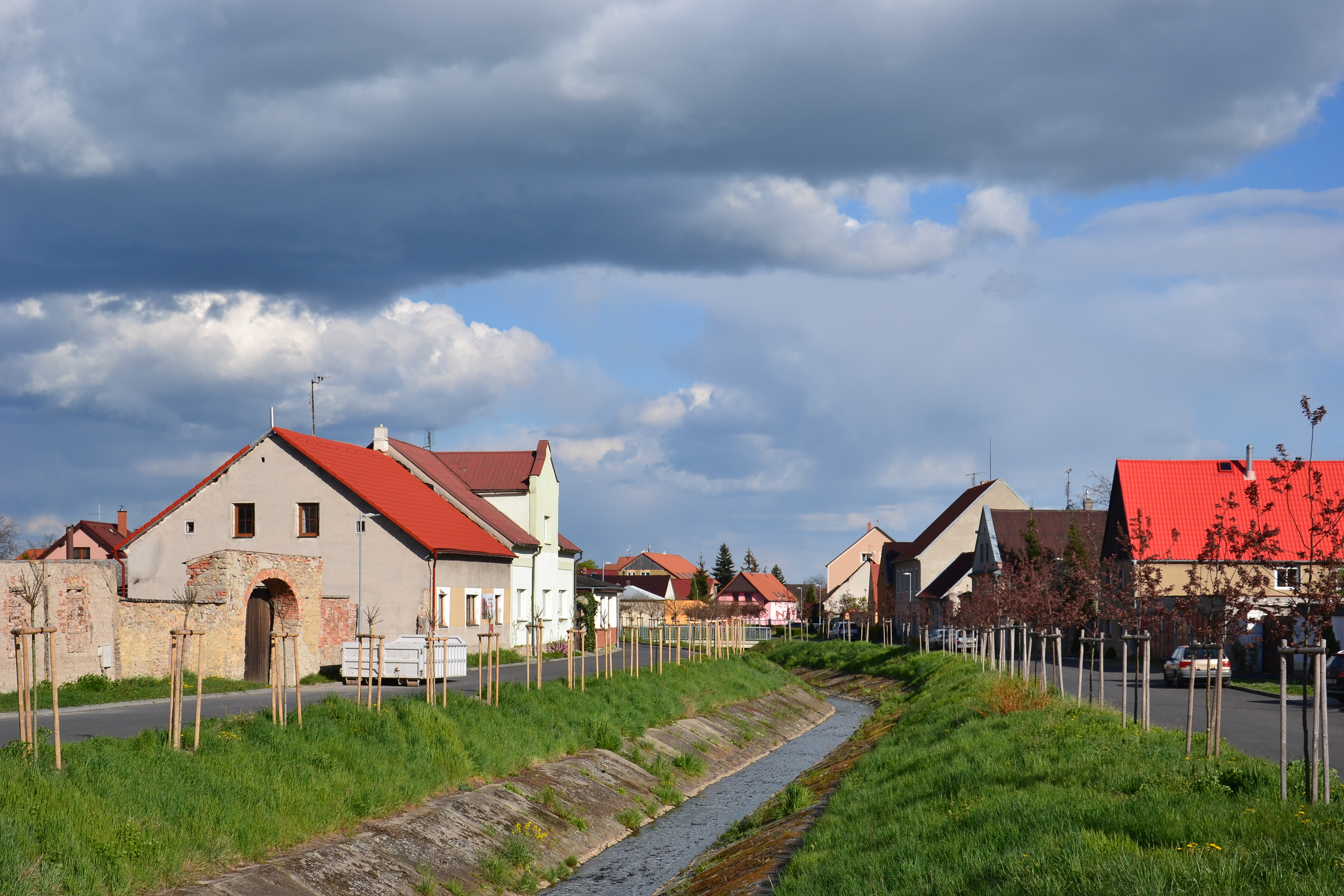
Ulice J. Švermy s Hačkou

Geologicky Droužkovice leží na území Českého masivu. Podloží zde tvoří neogenní sedimenty složené z písků, štěrků, jílů a uhelných slojí původem ze středního až spodního miocénu. Pouze na severovýchodním úbočí vrchu Farářky (přibližně nad železniční tratí ) se nachází mladší sedimenty pliocenního stáří.
Okolí Droužkovic patří k plochým krajinám a pahorkatinám. Výškový rozdíl mezi nejnižším a nejvyšším bodem je asi 60 m. Vesnice leží v nejnižší části katastru v nadmořské výšce 300 metrů. Nejvyšším bodem katastru je vrch Farářka (359 metrů) protažený ve směru severozápad–jihovýchod. V geomorfologickém členění Droužkovice spadají do Krušnohorské subprovincie, konkrétně do Podkrušnohorské oblasti, celek Mostecká pánev a podcelek Chomutovsko-teplická pánev. Pro ni jsou charakteristické široce rozevřená údolí s mírnými svahy a reliéf náplavových kuželů, údolních niv a sprašových pokryvů. Vesnice leží v okrsku Údlická kotlina, která na jihu přechází do Březenské pánve. Hranice mezi okrsky probíhá přibližně podél železnice.
Z půdních typů převažují kambizemě na terasových štěrcích, ale v pásu podél Hačky a jihovýchodně od vesnice se na sprašovém substrátu vyskytuje černozem.

### Vodstvo a podnebí
Jediným vodním tokem, který protéká katastrem obce, je malý potok Hačka s průměrným průtokem 0,1 m³/s. Významné vodní plochy se nacházejí v poddolovaném území severně od Droužkovic, kde vzniklo několik oprámů. S výjimkou jednoho oprámu v nejsevernější části katastru se však nacházejí v katastrálním území Chomutov I. Oblast zatopených propadlin je chráněna jako přírodní rezervace Pražská pole a část chráněného území zasahuje do správního území Droužkovic.
Klimaticky obec spadá do teplé oblasti T2, pro kterou jsou typické průměrné teploty −2 až −3 °C v lednu a 18–19 °C v červenci. Roční úhrn srážek dosahuje 550–700 milimetrů, počet letních dnů je padesát až šedesát a počet mrazových dnů se pohybuje mezi 100 a 110.

### Flora a fauna
Potenciální přirozená vegetace by tvořila v celém území černýšovou dubohabřinu nebo mochnovou doubravu. Z fytogeografického členění je území součástí okrsku Žatecké Poohří v podoblasti Českého termofytika. Na břehu malého rybníka východně od koupaliště na malé ploše roste ohrožený jetel jahodnatý.

## Obyvatelstvo
Při sčítání lidu v roce 1921 zde žilo 981 obyvatel (z toho 478 mužů). Čechů bylo 24, sedmnáct cizinců a ostatní byli německé národnosti. Naprostá většina jich patřila k římskokatolické církvi, pouze 24 k evangelické a jeden byl bez vyznání. Podle sčítání lidu z roku 1930 ve vesnici žilo 1346 Němců, 44 Čechoslováků a čtrnáct cizinců. V náboženském vyznání stále výrazně převažovala římskokatolická církev, ale 22 lidí patřilo k evangelické církvi a bez vyznání jich bylo 66.
|           | 1869 | 1880 | 1890 | 1900 | 1910 | 1921 | 1930  | 1950 | 1961 | 1970 | 1980 | 1991 | 2001 | 2011 | 2021 |
| --------- | ---- | ---- | ---- | ---- | ---- | ---- | ----- | ---- | ---- | ---- | ---- | ---- | ---- | ---- | ---- |
| Obyvatelé | 577  | 559  | 625  | 768  | 832  | 981  | 1 404 | 858  | 805  | 683  | 542  | 427  | 516  | 734  | 801  |
| Domy      | 91   | 93   | 96   | 128  | 136  | 144  | 226   | 232  | 190  | 186  | 179  | 178  | 178  | 233  | 267  |

## Obecní správa a politika

### Politika
Dne 22. května 1938 se konaly volby do obecních zastupitelstev. Z rozdělených 790 hlasů v Droužkovicích získaly 596 hlasů Sudetoněmecká strana, devadesát hlasů Německá sociální demokracie, KSČ nezískala žádný hlas a 25 hlasů dostaly jiné české strany.

### Obecní symboly
Znak a vlajka byly obci uděleny rozhodnutím předsedy Poslanecké sněmovny Parlamentu České republiky dne 18. listopadu 1998.

## Doprava

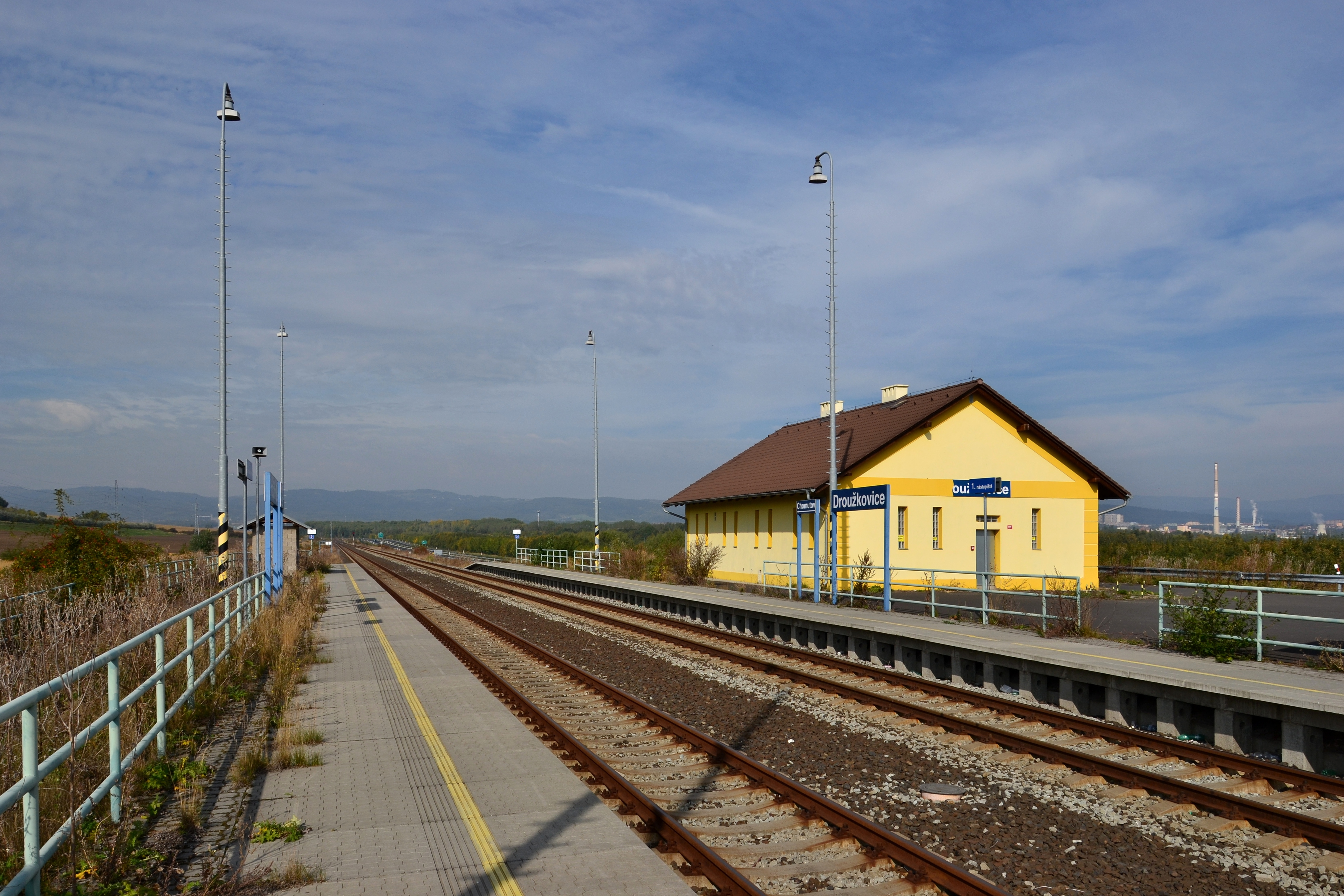
Nevyužívaná železniční zastávka

Samotná obec leží podél místní komunikace, která se na obou koncích napojuje na silnici II/568 z Chomutova do Března a Kadaně s možností napojení na dálnici D7 z Prahy do Chomutova, která obec jižně obchází. Souběžně s ní vede železniční trať 124, která u Droužkovic vstupuje do Březenského tunelu dlouhého 1 758 m. Na trati je zastávka Droužkovice, ale vlaky zde od roku 2011 nezastavují. Dopravní obslužnost zajišťuje Dopravní podnik měst Chomutova a Jirkova. Hlavní ulicí vede cyklotrasa 3080 z Vikletic do Celné.

## Pamětihodnosti
Jádrem vesnice je protáhlá ulicová náves, která postupným prodlužováním dosáhla délky asi 1250 metrů. I přes novodobé modernizace a řadu novostaveb se na ní dochovala řada domů typických pro bohatou oblast zemědělské části Chomutovska.
Vzácně se dochoval dům čp. 37 se zděným přízemím, hrázděným omítaným patrem a vysokou sedlovou střechou s bedněným štítem. Podobný charakter mají usedlosti čp. 50 a 60, ale druhá z nich byla poškozena vybouráním velkého okna ve štítovém průčelí. Autenticky dochovaný dům (dříve snad čp. 75) na jihovýchodním konci návsi byl už v roce 2007 v dezolátním stavu. Unikátně se dochovala sýpka u domu čp. 6. Má hrázděné patro, bedněný štít a podél nádvorní strany vede pavlač. Archaicky působí přízemní kamenný dům čp. 73 s bedněným štítem.
V klasicistním a postklasicistním slohu byly navrženy mimo jiné domy čp. 12, 21, 76 a 77. U čp. 21 se dochovaly zbytky klasicistního průčelí členěného slepými arkádami a celokamenná patrová sýpka. Zástavbu z přelomu devatenáctého a dvacátého století reprezentují domy čp. 9, 10, 11, 45, 55, 59, 61 nebo 81. Z nich má dům čp. 59 eklektickou fasádu a zalamovaný štít. Z hospodářských staveb se dobře zachovaly některé stodoly, které místy tvoří souvislé řady.

### Kulturní památky

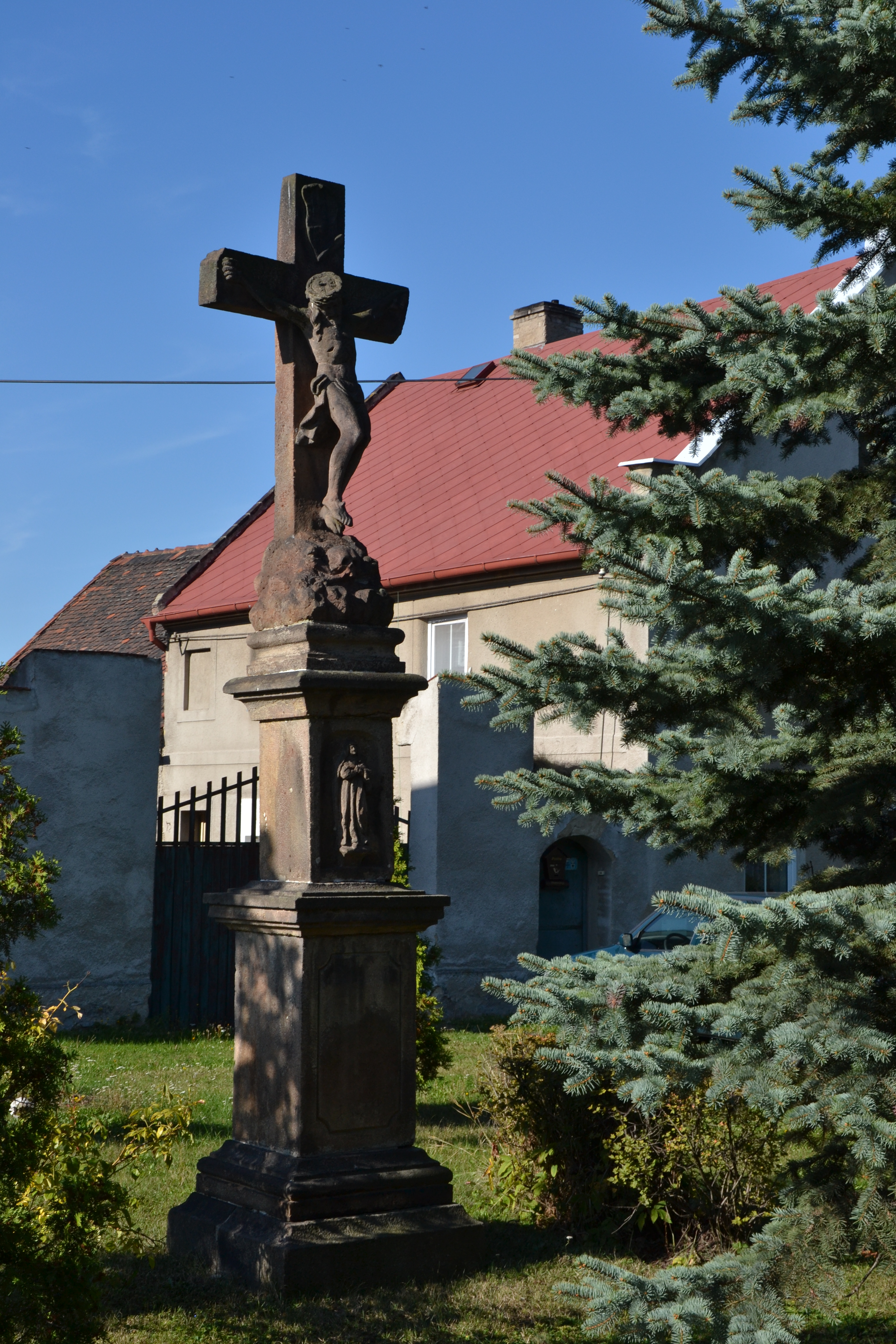
Krucifix z roku 1738

Ve středu vesnice se nachází kostel svatého Mikuláše písemně doložený k roku 1357. Dochovaná podoba pochází z opravy roku 1882. Ve výklenkové kapli u domu čp. 21 je umístěna socha Jana Nepomuckého z konce osmnáctého století. U cesty k železniční zastávce stojí kaple Panny Marie z roku 1819, ve které bývala dřevěná barokní soška Piety z poloviny osmnáctého století. Před dům čp. 59 byl přestěhován pískovcový kříž se sochou Krista z roku 1738. Jeho vrchol tvoří kamenný kříž s ukřižovaným Kristem, který má pod nohama lebku. Střední část podstavce nese v přední části desku s reliéfem Panny Marie.
Sloup se sousoším Nejsvětější Trojice stojí na pískovcovém soklu na malé předzahrádce domu čp. 26. Je čtverhranný a obtočený plastickým pásem s hlavami andělů. Na vrcholu sloupu se nachází deska se sochami Boha Otce a Syna.